# Strathblane
Strathblane (Strath Bhlàthain en gaélique écossais) est un village du district de Stirling en Écosse, situé à 19 km au nord de Glasgow.
Il se trouve au pied des collines Campsie Fells et des collines Kilpatrick on the Blane Water, à 19 km au nord de Glasgow , à 23 km au sud-est de Dumbarton et à 32 km au sud-ouest de Stirling. 
Strathblane aurait été le théâtre de la bataille entre les Britanniques et les Pictes en 750, au cours de laquelle Talorgan, fils de Fergus, frère d' Óengus Ier des Pictes , fut assassiné. 
Les Annales Cambriae et les Annales d'Ulster appellent le champ de bataille respectivement "Mocetauc" ou "Catohic"
Aujourd'hui, cité dortoir du Grand Glasgow, Strathblane compte une population de 1 811 habitants.